# Cimitra fetialis
Cimitra fetialis är en fjärilsart som beskrevs av Edward Meyrick 1917. Cimitra fetialis ingår i släktet Cimitra och familjen äkta malar. Inga underarter finns listade i Catalogue of Life.